# Astley Cooper
Astley Paston Cooper, Primer Baronet FRS (23 de agosto de 1768-12 de febrero de 1841) fue un cirujano y anatomista inglés que realizó contribuciones históricas a la otología, la cirugía vascular, la anatomía y la patología de las glándulas mamarias y los testículos, y la patología y la cirugía de la hernia.

## Vida
Cooper nació en Brooke Hall en Brooke, Norfolk el 23 de agosto de 1768 y se bautizó en la iglesia parroquial el 9 de septiembre. Su padre, el Dr. Samuel Cooper, era un clérigo de la Iglesia de Inglaterra; Su madre María Susanna Bransby fue la autora de varias novelas. A la edad de dieciséis años fue enviado a Londres y colocado bajo Henry Cline (1750-1827), cirujano al St Thomas' Hospital. Desde el principio se dedicó al estudio de la anatomía y tuvo el privilegio de asistir a las conferencias de John Hunter. En 1789 fue designado como un demostrador de anatomía en el Hospital St Thomas, donde en 1791 se convirtió en conferenciante conjunto con Cline en anatomía y cirugía , y en 1800 fue nombrado cirujano del Guy's Hospital en la muerte de su tío, William Cooper.
En 1802 recibió la Medalla Copley por dos documentos leídos ante la Royal Society de Londres sobre la destrucción de la membrana timpánica y fue elegido miembro de esa sociedad el mismo año. En 1805 tomó parte activa en la formación de la Sociedad Médica y Quirúrgica de Londres, y en 1804 sacó la primera, y en 1807 la segunda, parte de su gran obra sobre la hernia, que añadió en gran medida su reputación que en 1813 sus ingresos profesionales anuales ascendieron a 21.000 libras esterlinas. En el mismo año fue nombrado profesor de anatomía comparativa al Royal Collage of Surgeons y fue muy popular como conferencista.
En 1817 realizó su famosa operación de atar la aorta abdominal para el aneurisma; Y en 1820 sacó un quiste sebáceo infectado de la cabeza de George IV . Aproximadamente seis meses después recibió un título del baronet , que, como él no tenía hijo, debía descender a su sobrino y hijo adoptivo, Astley Cooper. [3] Posteriormente fue nombrado sargento cirujano de George IV, William IV y la reina Victoria. Se desempeñó como presidente del Royal College of Surgeons en 1827 y de nuevo en 1836, y fue elegido vicepresidente de la Royal Society en 1830. En 1821 fue elegido miembro extranjero de la Real Academia Sueca de Ciencias. Murió el 12 de febrero de 1841 en Londres, y es enterrado, por su propio deseo, en la cripta de la Capilla de Thomas Guy, St Thomas Street (en el sitio ahora compartido por el King's College de Londres y Guy's Hospital ). Una estatua de Edward Hodges Baily fue erigida en la Catedral de San Pablo. 
Cooper vivió en Gadebridge House en la ciudad de mercado de Hemel Hempstead. Debido a su influencia, entre otros que también eran residentes de la zona, su vigoroso cabildeo aseguró que la línea principal de ferrocarril de Londres a Birmingham fuera construida al sur de la ciudad en lugar de a través de ella, un curso más natural. Esto llevó a los ciudadanos de Hemel Hempstead que no tenían ninguna estación de ferrocarril en su ciudad, en lugar de obligar a utilizar el situado en Boxmoor . 
Hoy en día, Cooper se recuerda en la zona con un número de nombres de calles locales (Astley Cooper Place en la ciudad de nacimiento, Brooke, Norfolk), (Astley Road y Paston Road en Hemel Hempstead), y The Astley Cooper School, anteriormente Grovehill School, siendo renombrada después de él en 1984. Los patios de su casa anterior ahora son un parque público. 

## Trabajos
La mayor contribución de Sir Astley ha sido probablemente en el campo de la cirugía vascular, particularmente en la circulación cerebral. Fue el primero en demostrar experimentalmente los efectos de la ligadura bilateral de las arterias carótidas en perros y proponer el tratamiento de los aneurismas por ligación del vaso. En 1805 publicó en el primer volumen de Medico-Chirurgical Transactions un relato de su intento de atar la arteria carótida común para tratar un aneurisma en un paciente. En 1808 intentó lo mismo con la arteria ilíaca externa para un aneurisma femoral y en 1817 ligó la aorta para un aneurisma ilíaco. 
Cooper fue un anatomista infatigable y original e identificó varias estructuras anatómicas no descritas anteriormente, muchas de las cuales fueron nombradas después de él:
- Cooper's fascia, a covering of the spermatic cord.
- Cooper's pubic ligament, the superior pubic ligament.
- Cooper's stripes, a fibrous structure in the ulnar ligaments.
- Cooper's ligaments, the suspensory ligaments of the breasts.

También describió una serie de nuevas enfermedades, que también se convirtió en epónimo:
- Cooper's testis (neuralgia of the testicles)
- Cooper's disease (benign cysts of the breast)
- Cooper's hernia (retroperitoneal hernia)
- Cooper's neuralgia (neuralgia of the breast)

Sus principales trabajos fueron:
- Anatomy and Surgical Treatment of Hernia (1804–1807);
- Dislocations and Fractures (1822);
- Lectures on Surgery (1824–1827);
- Illustrations of Diseases of the Breast (1829);
- Anatomy of the Thymus Gland (1832);
- Anatomy of the Breast (1840).

Constribuyó con artículos a la Rees's Cyclopædia, indudablemente sobre cirugía, pero los temas son desconocidos.